# Dacryodes rubiginosa
Dacryodes rubiginosa là một loài thực vật có hoa trong họ Burseraceae. Loài này được (A.W.Benn.) H.J.Lam mô tả khoa học đầu tiên năm 1932.